# 정운오
정운오(鄭雲五, 1961년 5월 22일 ~ )은 대한민국의 제7대 경상북도 예천군의원이다.

## 학력
- 신풍국민학교 졸업
- 지보중학교 졸업
- 협성고등학교 휴학
- 방송통신 졸업
- 가톨릭상지대학교 경영학과 전문학사 졸업
- 국립경국대학교 사회과학대학 경영학과 학사 졸업

## 경력
- 지보농협 근무
- 국민생활체육 경상북도 배구연합회 부회장
- 농업협동조합 근무
- 농업 40년 종사
- 2012 경상북도 예천군의회 후보
- 2014.07 ~ 제7대 경상북도 예천군의회 의원
- 농업회사법인 도화팜 주식회사 대표

## 역대 선거 결과
|  | 27.69% |

|  | 35.73% |

|  | 37.16% |